# Mozart!
A Mozart! Lévay Szilveszter és Michael Kunze német nyelvű musicalje, melyet 1999-ben mutattak be Ausztriában. Első magyar bemutatója 2003-ban volt, Kerényi Miklós Gábor rendezésében, Dolhai Attila címszereplésével. A musical jeleneteket mutat be Wolfgang Amadeus Mozart életéből dramatizált formában.

## Magyar társulat
- Rendező: Kerényi Miklós Gábor
- Díszlettervező: Khell Csörsz
- Jelmeztervező: Velich Rita
- Koreográfus: Lőcsei Jenő

### Korábbi szereplők
- Mozart: Dolhai Attila / Mészáros Árpád Zsolt / Magócs Ottó
- Hieronymus von Colloredo: Szabó P. Szilveszter / Németh Attila
- Constanze Weber: Szinetár Dóra / Siménfalvy Ágota / Vágó Zsuzsi
- Leopold Mozart: Földes Tamás / Pálfalvy Attila / Bardóczy Attila
- Annamaria (Nannerl) Mozart: Janza Kata / Vágó Bernadett / Kékkovács Mara
- Waldstätten bárónő: Náray Erika / Füredi Nikolett / Polyák Lilla
- Emanuel Schikaneder: Szolnoki Tibor / Bálint Ádám / Bereczki Zoltán / Forgács Péter
- Karl Joseph Arco gróf: Dézsy Szabó Gábor / Langer Soma / Kőrösi András
- Doktor Messmer: Marik Péter / Magócs Ottó / Bardóczy Attila
- Cäcilia Weber: Molnár Piroska / Felföldi Anikó

### Jelenlegi szereposztás (2014)
- Mozart: Mészáros Árpád Zsolt / Kocsis Dénes/ Veréb Tamás
- Colloredo: Szabó P. Szilveszter / Feke Pál / Szerényi László
- Constanze Weber: Vágó Zsuzsi / Simon Panna
- Leopold Mozart: Földes Tamás / Szomor György
- Nannerl Mozart: Vágó Bernadett / Gubik Petra
- Waldstätten bárónő: Polyák Lilla / Janza Kata / Vágó Bernadett
- Emanuel Schikaneder: Bálint Ádám / Kerényi Miklós Máté / Angler Balázs
- Karl Joseph Arco gróf: Dézsy Szabó Gábor / Langer Soma
- Doktor Messmer: Marik Péter / Jantyik Csaba
- Cäcilia Weber: Szulák Andrea / Kállay Bori
- Aloysia Weber: Zábrádi Annamária / Iván Gál Judit
- Josepha Weber: Kisfaludy Zsófia / Iván Gál Judit / Vörös Edit
- Sophie Weber: Jenes Kitti / Iván Gál Judit
- Fridolin, Thorwart: Csuha Lajos / Jantyik Csaba
- Sonnenfeld báró: Petridisz Hrisztosz
- Arco szolgája: Langer Soma / Szentmártoni Norman
- Salieri: Kocsis Tamás

## Bemutatók
- Ausztria: Bécs (1999)
- Csehország: Brno (2009)
- Dél-Korea: Szöul (2010)
- Japán: Tokió (2002, 2005, 2007, 2010); Oszaka (2002, 2005, 2010); Nagoja, Fukuoka (2005); Kanazava (2010)
- Magyarország: Budapest (2003); Veszprém (2022)
- Németország: Hamburg (2001); München (2006); Zwickau, Plauen (2008)
- Svédország: Karlstad (2005)